# N-Cyclohexyl-N′-(2-morpholinoethyl)carbodiimid-methyl-p-toluolsulfonat
N-Cyclohexyl-N′-(2-morpholinoethyl)carbodiimid-methyl-p-toluolsulfonat ist ein Kupplungsreagenz aus der Gruppe der Carbodiimide. Es wird bei der Peptidsynthese verwendet. Es wurde 1956 von John Sheehan und Joseph Hlavka entwickelt.